# Тонка сріблиста нить
«Тонка сріблиста нить» — збірка оповідань Поліни Жеребцової, в якій відображується життя мирних жителів в місті Грозному в період першої та другої російсько-чеченських воєн. Збірка створювалася авторкою з 2005 по 2015 рік. Чеченські оповідання знайомлять читача з життям на війні і є художнім осмисленням побаченого та пережитого Поліною Жеребцової у Чеченській Республіці. Збірку опубліковано у 2015 році у видавництві «АСТ». Розповіді презентували у Сахарівському центрі.
На думку Фонтанка.ру, книга увійшла до «10 головних книг осені 2015».

## Сюжет
Книга оповідає про дві російсько-чеченські війни суворо і несентиментально, і цим проймає до глибин людської тями. Це розповіді про людей, які волею доль опинилися пов'язаними однією ниткою, одним нервом — нервом міста, кинутого у війну. Це не просто документ, а сильна проза, герої якої розповідають свою історію: як серед жахів війни зберегти любов і волю до життя, як перемогти злу казку і не порвати при цьому тонку сріблясту нить, яка зв'язує душу і тіло.

## Особливості жанру та проблематика
Поліна Жеребцова пише у жанрі, де наріжним каменем є документальне свідчення. Об'єднання документальності та художності має у Жеребцової настільки високу майстерність, що, за словами критиків, досягає мети виховання наступних поколінь. При цьому в оповіданні, крім історичної хроніки, є опис містики, незрозумілих явищ і подорожі в сновидіннях. Кожне з оповідань є продовженням попереднього і поєднує всі історії в єдиний злитий текст. Герої кочують з однієї воєнної історії до іншої, як і їхні реальні прототипи на згарищі грозненських вулиць. За визнанням самої авторки, вона ніколи не змінювала імена загиблим, щоб зберегти пам'ять у серцях людей.
У журналі «Знамя» сказано, що «Тонка сріблиста нить» Поліни Жеребцової — сильний твір, який сприймається жорсткіше за «Зулейху» Яхіної, «Зону затоплення» Сенчина, «Волю вільну» Ремизова — книг, де влада піддається серйозній критиці.
У 2016 році книга Поліни Жеребцової «Тонка сріблиста нить» увійшла до шорт-листа Бунінської премії.
Перевидана у 2023 році у Швейцарії видавництвом Sandermoen Publishing.

## Персонажі
Дівчинка Поліна. Її матір Олена. Їхні сусіди на війні: Султан, Мар'ям, Ідріс, Ніна, Настасья, Румиса, Рамзан, Зайна, Фатіма, Віра, Медіна та інші.

## Обставини публікації
Розповідь «Маленький Ангел» перемогла у 2006 році на міжнародному конкурсі імені Януша Корчака в Єрусалимі, де взяли участь письменники з 37 країн.
Розповіді «Зайна» та «Два метри в квадраті» публікував московський журнал «Медведь» у 2014 році.
До збірки «Тонка сріблиста нить» увійшли 33 оповідання письменниці.

## Переклад
- Жеребцова Поліна. Тонка сріблиста нить. — Ukraine: BСЛ, 2016. — 272 с. — 3000 прим. — ISBN 978-617-679-207-9. (укр.)
- Жеребцова Поліна. Smalkais sudraba pavediens. — Latvia: Jumava, 2017. — 320 с. — 2000 прим. — ISBN 978-993-420-09-22. (латис.)
- Жеребцова Поліна. Noi, i terroristi. — Italy: Kristianka Edizioni, 2022. — 300 c. — 5000 прим. — ISBN 978-889-460-94-86. (італ.)
- Жеребцова Поліна. Fine silver thread خيط فضي رفيع. — Arabia: Taatheer publishing 2022. — 380 c. — 7000 прим. — ISBN 978-603-839-40-14. (араб.)

Переклад українською — Оксана Думанська, в оформленні обкладинки використано архівне фото Поліни Жеребцової, Грозний, 2004.
В Україні книгу видало видавництво «Видавництво Старого Лева».

## Відгуки
| Автор присутній у кожній історії — то ролі одного з героїв, то ролі оповідача; не ховається під вигаданими іменами, не намагається видати за вигадку те, що вигадкою не є. Це література, що виросла з особистого факту, очищена від горезвісного «вигадування», жанрових домішок і стилістичних викрутасів. Війна, описана з дитячою безпосередністю, з дитячою ж нещадністю та високої проби письменницькою майстерністю. Незважаючи на музичну легкість мови, читання цієї прози потребує певних — і неабияких — внутрішніх сил. Те, що розповіді короткі, говорить про великодушність автора, про розуміння того, що читачеві будуть потрібні часті перепочинки. Забери межі між текстами – і всі вони перетворяться на єдиний та зв'язний порив. Що й відрізняє справжню літературу від її багатоликих двійників, |
| — Сергій Кумиш. |

## Інтерв'ю
- «Голос Америки» Русская в Чечне и чеченка в России [Архівовано 21 грудня 2014 у Wayback Machine.]
- (Polina Zherebtsova on the diary she kept as a child during the Chechen war) [Архівовано 22 березня 2014 у Wayback Machine.]
- Грани.ru Заключительный акт в Хельсинки [Архівовано 29 січня 2015 у Wayback Machine.]